# Kromme Tocht
De Kromme Tocht is een voormalig waterschap in de provincie Groningen.
Het waterschap lag ten zuiden van de stad Appingedam, ten zuiden van het Nieuwe Diep en ten westen van de Groeve-Noord. Het waterschap is genoemd naar de Krommetocht die de belangrijkste afwatering van het schap vormde en die uitmondde in de Groeve. 
Waterstaatkundig gezien ligt het gebied sinds 2000 binnen dat van het waterschap Noorderzijlvest.